# 哈其·凱馬魯丁
哈奇·凱馬魯丁（1993年7月4日—2021年5月14日），是一名出生於馬來西亞柔佛州新山的男子射箭運動員。2021年5月14日凌晨，哈奇在雪兰莪州加影市住家昏倒，过后送往加影医院不治，得年27岁。验尸后确认逝世原因为冠状动脉粥样硬化。

## 外部連結
- 哈其·凱馬魯丁在国际奥林匹克委员会的资料